# Krnjača
Krnjača (srbskou cyrilicí Крњача) je místní část Bělehradu, hlavního města Srbska. Nachází se v bělehradské opštině Palilula.
Krnjača se rozkládá na levém břehu Dunaje, tedy na opačném, než kde stojí většina města. Vznikla za dlouhým valem, který tvoří břeh řeky a chrání ji před případnými povodněmi. Se zbytkem města je Krnjača spojena jen jediným poutem – Pančevským mostem. Zástavba je hodně roztroušená a táhne se podél dvou hlavních silnic v této oblasti. Těmi jsou Pančevački put (Pančevská cesta), která spojuje Bělehrad s městem Pančevo, a Zrenjaninski put (Zrenjaninská cesta), která spojuje Bělehrad s městem Zrenjanin.
Krnjača je na jihu ohraničena Dunajem, na západě kanálem Jojkićev Dunavac a na severu a východě kanálem Mokri Sebeš, resp. bažinou Veliko Blato. Středem čtvrti protéká kanál Kalovita. Přes Dunavski Venac se Krnjača urbanisticky napojuje na Borču na severu a přes Revu na východě se táhne až k samotnému Pančevu.
Při sčítání lidu v roce 1971, posledním, při kterém byla Krnjača zaznamenána jako samostatné sídlo (tj. než byla připojena k Bělehradu), zde žilo 11 834 obyvatel. Podle sčítání lidu z roku 2002 žije na území, které tvořilo Krnjaču před rokem 1970, 23 509 obyvatel.